# Signes vitals
Els signes vitals són variables que permeten fer una diagnosi inicial de l'estat de salut d'una persona i la seva homeòstasi. Sovint es parla popularment de constants vitals, però no és un terme acurat, ja que no són valors constants sinó variables. Són un grup de quatre a sis signes mèdics més crucials que indiquen l'estat de les funcions vitals (de sosteniment de la vida) del cos. Aquestes mesures es fan per ajudar a avaluar la salut física general d'una persona, donar pistes sobre possibles malalties i mostrar el progrés cap a la recuperació. Els rangs normals dels signes vitals d'una persona varien amb l'edat, el pes, el sexe i la salut general.
Hi ha quatre signes vitals principals : temperatura corporal, pressió arterial, pols (freqüència cardíaca) i freqüència respiratòria (freqüència respiratòria), sovint indicades com a BT, BP, HR i RR. Tanmateix, depenent de l'entorn clínic, els signes vitals poden incloure altres mesures anomenades "cinquè signe vital" o "sisè signe vital". Els signes vitals es registren mitjançant el sistema de codificació estàndard LOINC acceptat internacionalment.
S'han proposat puntuacions d'avís primerenc que combinen els valors individuals dels signes vitals en una única puntuació. Això es va fer en reconeixement que el deteriorament dels signes vitals sovint precedeix l'aturada cardíaca i/o l'ingrés a la unitat de cures intensives. Utilitzat adequadament, un equip de resposta ràpida pot avaluar i tractar un pacient deteriorat i prevenir resultats adversos.

## Signes vitals primaris
Hi ha quatre signes vitals principals que són estàndard en la majoria dels entorns mèdics:
1. Pressió sanguínea
2. Freqüència cardíaca o pols
3. Freqüència respiratòria
4. Temperatura corporal

L'equip necessari és un esfigmomanòmetre i un rellotge. un termòmetre, Tot i que es pot prendre un pols a mà, pot ser necessari un estetoscopi per a un pacient amb un pols molt feble.

## Pressió arterial

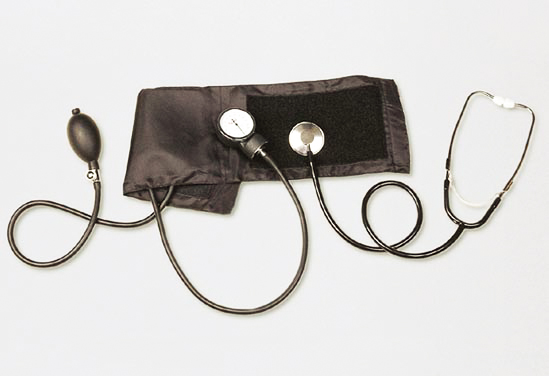
Esfigmomanòmetre manual i estetoscopi utilitzat per prendre la pressió arterial a la clínica.

La pressió arterial determina quina és la força que exerceix la sang quan passa per les artèries. Hi ha dos paràmetres: 
- Durant la sístole o contracció ventricular, la pressió exercida en les artèries és màxima;
- Durant la diàstole o dilatació ventricular, la pressió exercida en les artèries és mínima.

La bona pressió arterial depèn del desgast cardíac, el volum de sang i l'elasticitat de les parets de les artèries. Aquesta última característica és molt important a partir d'una certa edat. L'arteriosclerosi és una patologia freqüents en les persones grans, consisteix en pèrdua d'elasticitat i les parets de les artèries es tornen rígides, com a conseqüència, la pressió arterial augmenta.
La hipertensió arterial és una alteració de la pressió arterial, i com la seva paraula ens diu és un augment de la pressió arterial. Sistòlica igual o superior a 160 mm Hg i diastòlica igual o superior a 95 mmHg. La hipertensió és un factor de risc de malalties cerebrals, cardíaques i renals.

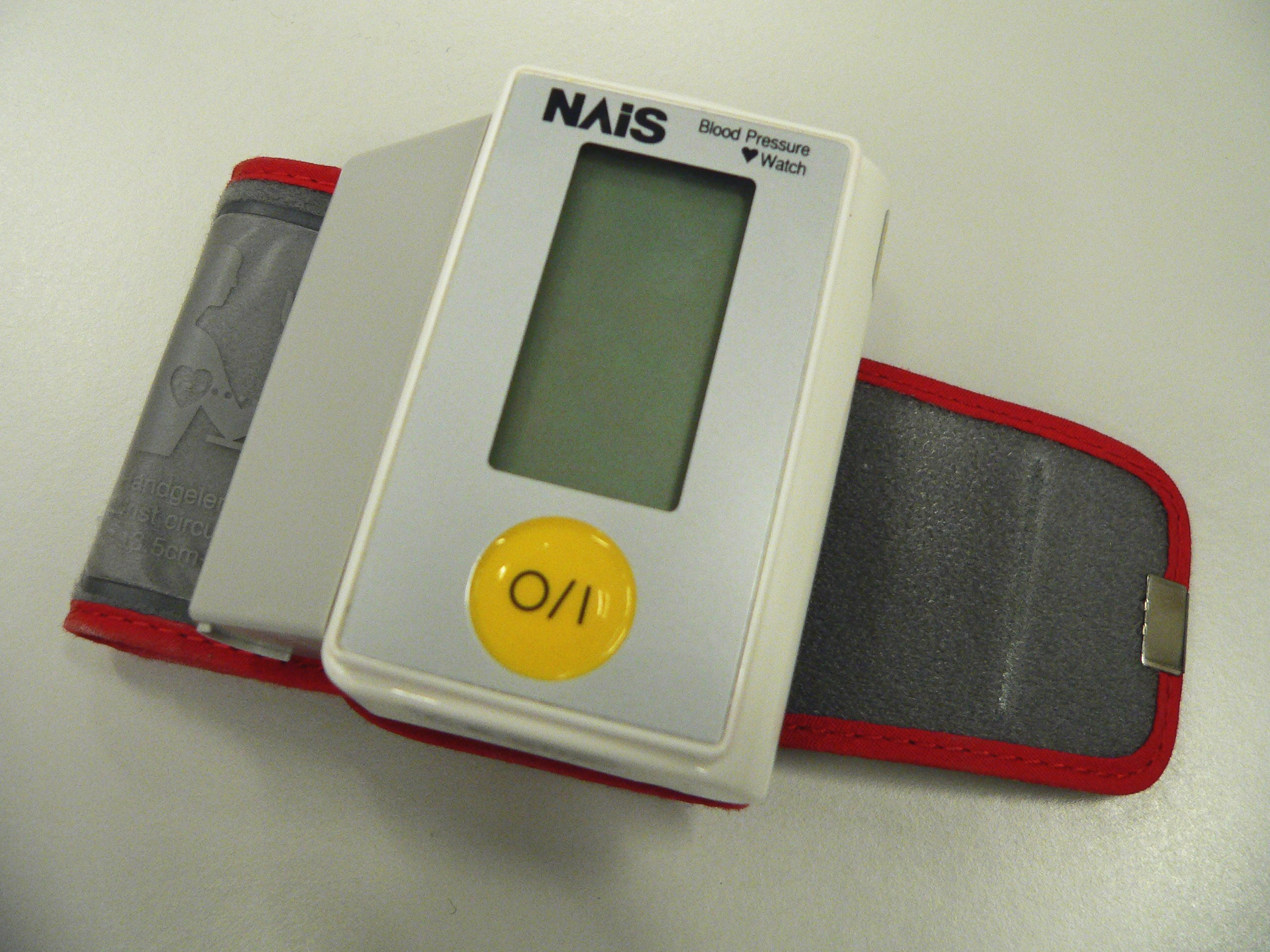
Tensiòmetre electrònic

| Diastòlica | Diastòlica    |
| ---------- | ------------- |
| Interval   | Exemple típic |
| 50–70      | 60            |
| 50–80      | 65            |
| 50–80      | 65            |
| 55–80      | 65            |
| 60–90      | 75            |

## Freqüència cardíaca (Pols)

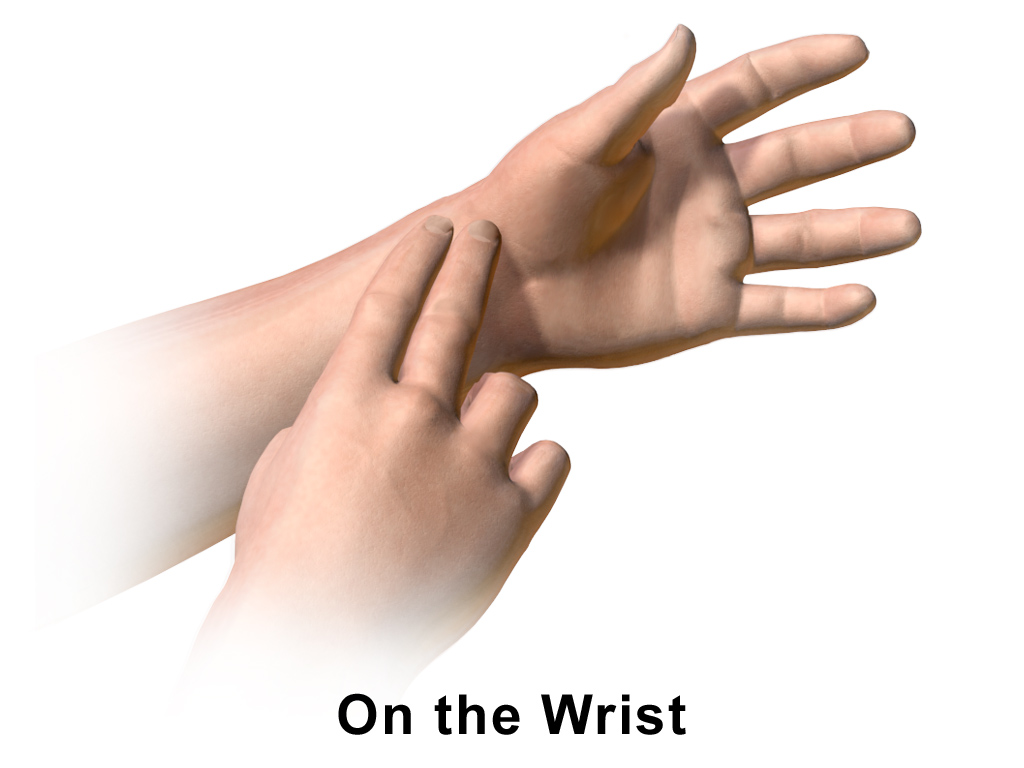
Un individu pren el seu propi pols radial.

El pols és la velocitat a la qual batega el cor el cor mentre bomba sang. a través de les artèries, registrada com a batecs per minut (bpm). També es pot anomenar "freqüència cardíaca". A més de proporcionar la freqüència cardíaca, el pols també s'hauria d'avaluar per a la força i les anomalies òbvies del ritme. El pols es pren habitualment al canell (artèria radial). Els llocs alternatius inclouen el colze (artèria braquial), el coll (artèria caròtida), darrere del genoll (artèria poplítia) o al peu (artèria dorsal pedis o tibial posterior). El pols es pren amb el dit índex i el dit mitjà pressionant amb una pressió ferma però suau als llocs descrits anteriorment i comptant els batecs sentits per 60 segons (o per 30 segons i multiplicant per dos).
La freqüència del pols també es pot mesurar escoltant directament el batec del cor amb un estetoscopi. El pols pot variar a causa de l'exercici, el nivell de condició física, la malaltia, les emocions i els medicaments. El pols també varia amb l'edat. Un nounat pot tenir una freqüència cardíaca de 100–160 bpm, un nadó (0–⁠5 mesos) una freqüència cardíaca de 90–⁠150 bpm i un nen petit (6–⁠12 mesos) una freqüència cardíaca de 80 -140 bpm. Un nen d'entre 1 i 3 anys pot tenir una freqüència cardíaca de 80 a 130 bpm, un nen de 3 a 5 anys una freqüència cardíaca de 80 a 120 bpm, un nen més gran (de 6 a 10 anys) una freqüència cardíaca de 70 a 110 bpm, i un adolescent (entre 11 i 14 anys) una freqüència cardíaca de 60 a 105 bpm. Un adult (a partir de 15 anys) pot tenir una freqüència cardíaca de 60 a 100 bpm.
El moviment de bombar es realitza en dos moviments, contracció dels ventricles i relaxació d'aquests. Quan el cor impulsa la sang a través de les artèries, aquestes es dilaten i es contrauen amb el fluix de la sang, provocant una onada líquida pulsativa que s'aconsegueix escoltar en pressionar una artèria sobre un pla ossi. Al prendre el pols, no només es determina la freqüència cardíaca, sinó que també pot indicar: El ritme del cor i la força del batec.

## Freqüència respiratòria
Es defineix la freqüència respiratòria com les vegades que es fa el cicle respiratori (inspiració i expiració) durant un minut. La respiració té les següents característiques, a part de la freqüència respiratòria: 
- Profunditat: volum d'aire que s'inhala o exhala en cada respiració. La seva determinació es fa amb un espiròmetre.
- Ritme respiratori: és la respiració harmoniosa durant el cicle respiratori.
- Esforç: si una persona s'esforça en respirar (té alguna patologia), contrau els músculs del coll.
- Els sorolls respiratoris: per exemple, en la respiració asmàtica se senten xiulets, o la ranera, el soroll quan surt l'aire i hi ha acumulació de secrecions bronquials.

Les freqüències respiratòries mitjanes varien entre les edats, però el rang de referència normal per a persones de 18 a 65 anys és de 16 a 20 respiracions per minut. S'ha investigat el valor de la freqüència respiratòria com a indicador de la possible disfunció respiratòria, però les troballes suggereixen que té un valor limitat. La freqüència respiratòria és un clar indicador dels estats acidòtics, ja que la funció principal de la respiració és l'eliminació de CO ₂ deixant la base bicarbonat en circulació. Els nens i els nadons tenen ritmes respiratoris i cardíacs més ràpids que els dels adults, tal com es mostra a la taula següent :
| Edat       | Freqüència cardíaca normal (batecs per minut) | Freqüència cardíaca normal (batecs per minut) | Freqüència respiratòria normal (respiracions per minut) | Freqüència respiratòria normal (respiracions per minut) |
| ---------- | --------------------------------------------- | --------------------------------------------- | ------------------------------------------------------- | ------------------------------------------------------- |
| Edat       | Interval                                      | Exemple típic                                 | Interval                                                | Exemple típic                                           |
| Nounat     | 100–160                                       | 130                                           | 30-50                                                   | 40                                                      |
| 0-5 mesos  | 90–150                                        | 120                                           | 25–40                                                   | 30                                                      |
| 6-12 mesos | 80–140                                        | 110                                           | 20–30                                                   | 25                                                      |
| 1-3 anys   | 80–130                                        | 105                                           | 20–30                                                   | 25                                                      |
| 3-5 anys   | 80–120                                        | 100                                           | 20–30                                                   | 25                                                      |
| 6-10 anys  | 70–110                                        | 90                                            | 15–30                                                   | 20                                                      |
| 11-14 anys | 60–105                                        | 80                                            | 12–20                                                   | 16                                                      |
| 15-20 anys | 60–100                                        | 80                                            | 12–30                                                   | 20                                                      |

## Temperatura corporal

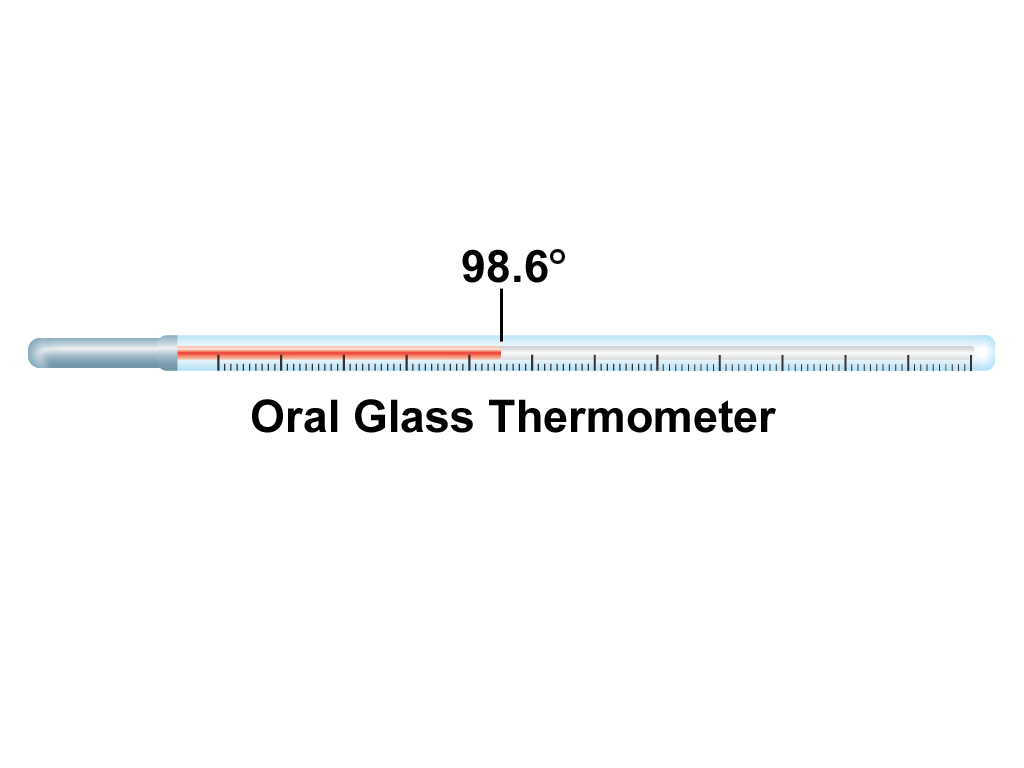
Termòmetre de vidre oral

La Temperatura corporal és l'indicador de la quantitat de calor d'una persona. Les persones produeixen calors o perden calor.
- Procés de termogènesi o producció de calor. Es produeix termogènesi degut a la nostra activitat metabòlica dels nutrients, activitat muscular o activitat hormonal. També intervenen altres factors externs com: roba, llum solar líquids calents, etc. Així, com a qualsevol persona que té febre.
- Procés de Termòlisi o pèrdua de calor La pèrdua de calor o termòlisi del nostre cos és degut a l'estat de vasodilatació cutània (begudes calentes, alcohol, medicaments..), així com per mètodes de convecció i mètodes de conducció tèrmica.

## Altres signes
Als EUA, a part dels quatre anteriors, molts proveïdors estan obligats o encoratjats per les lleis governamentals de tecnologia en medicina per registrar l'alçada, el pes i l'índex de massa corporal del pacient. En contrast amb els signes vitals tradicionals, aquestes mesures no són útils per avaluar els canvis aguts d'estat a causa de la velocitat a la qual canvien; tanmateix, són útils per avaluar l'impacte de malalties prolongades o problemes de salut crònics.
La definició de signes vitals també pot variar segons l'entorn de l'avaluació. En particular, als tècnics d'emergències mèdiques (EMT), se'ls ensenya a mesurar els signes vitals de la respiració, el pols, la pell, les pupil·les i la pressió arterial com "els 5 signes vitals" en un entorn no hospitalari.

### Cinquè signe vital
El "cinquè signe vital" pot referir-se a alguns paràmetres diferents.
- Saturació d'oxigen (mesurada amb pulsioximetre)[19][20][21]
- El dolor es considera un cinquè signe vital estàndard en algunes organitzacions, com ara els Afers de Veterans dels EUA.[22] El dolor es mesura en una escala de dolor de 0 a 10 basada en els informes subjectius del pacient i pot ser poc fiable.[23] Alguns estudis mostren que registrar el dolor de manera rutinària pot no canviar la gestió.[24][25][26]
- Nivell de glucosa en sang[27]
- Cicle menstrual[28][29]

### Sisè signe vital
No hi ha un "sisè signe vital" estàndard; el seu ús és més aviat informal i depèn de la disciplina.
- CO2 d'espiracíó[30][31]
- Estat funcional[32]
- Falta d'alè[33]
- Velocitat de marxa[34]
- Deliri[35]

## Monitoratge
El monitoratge dels paràmetres vitals inclou com a mínim la pressió arterial, la freqüència cardíaca i la freqüència respiratòria, amb connexió constant a un pulsioximetre Els monitors multimodals que mesuren i mostren simultàniament els paràmetres vitals rellevants s'integren habitualment als monitors de nit de les unitats de cures intensives i a les màquines d'anestèsia dels quiròfans. Aquests permeten un seguiment continu d'un pacient, amb el personal mèdic informat contínuament dels canvis en l'estat general d'un pacient.
Tot i que tradicionalment el seguiment l'han fet infermeres i metges, diverses empreses estan desenvolupant dispositius que poden ser utilitzats pels mateixos consumidors. Entre altres hi ha: Cherish Health, Scanadu i Azoi.